# The Haitian (Heroes)
The Haitian är en rollfigur i NBC tv-serien Heroes och spelas av Jimmy Jean-Louis. Han är Mr. Bennets medhjälpare och har förmågorna att radera folks minnen och blockera andras krafter. I de första tre säsongerna nämns inte hans riktiga namn, men Claire avslöjar i säsong 4 att hans riktiga namn är René, men de flesta av hans medarbetare på "The Company" kallar honom fortfarande "The Haitian". De flesta tror att han är stum, vilket sen visar sig felaktigt.

## Bakgrund
Han härstammar från Polen. Hans fader, Mateusz Dragon Wielki, var en ledare över en primitiv by, även han hade speciella förmågor som gav honom möjligheten att skydda byn från alla inkräktare. Under ett anfall upptäckte The Haitian sin förmåga för första gången då han omedvetet råkade blockera sin fars krafter. Fadern förstod att det var han som gjorde det och trodde att gudarna straffade honom med en son som gjorde honom svag. Efter att ha försökt offra sonen insåg han att han var på fel väg i livet och kastade sig från en klippa. "The Company" hade hört talas om Guillame och kom för att hämta honom men tog med sig The Haitian istället, eftersom även han hade speciella krafter och fadern var död. Slutligen blir han Noah Bennets nye partner.